# Evropské halové hry v atletice 1967

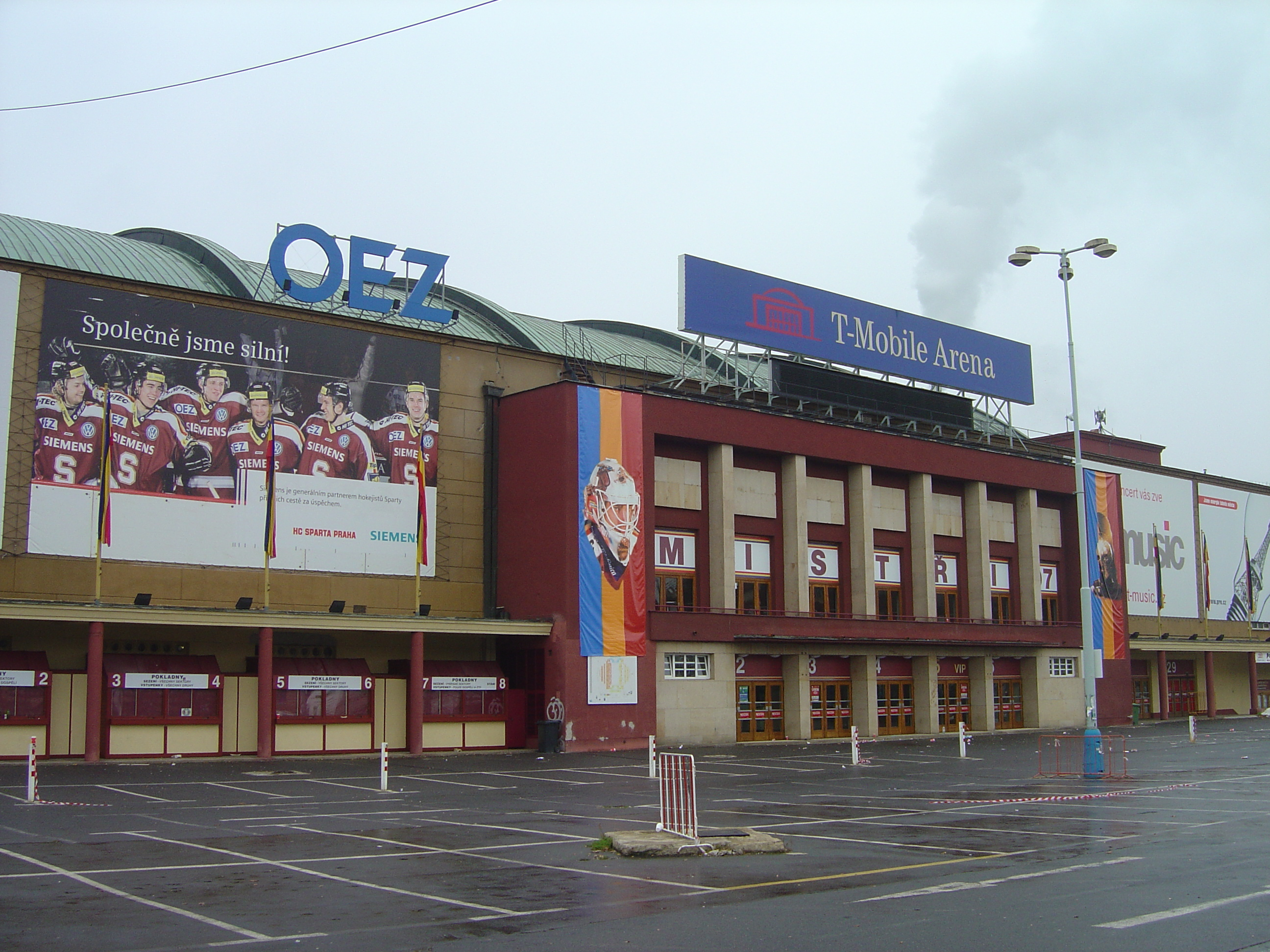
Dnešní Tipsport arena v pražském Bubenči

2. Evropské halové hry v atletice se uskutečnily ve dnech 11.–12. března 1967 v dnešní Sportovní hale Fortuna na pražském Výstavišti. Poprvé, zároveň však také naposledy hostilo evropský halový šampionát Československo. Halové ME v atletice chtěla Praha po dlouhé době hostit v roce 2009 v libeňské O2 areně. V dubnu roku 2006 Evropská atletická asociace rozhodla, že se jubilejní třicátý ročník šampionátu uskuteční v italském Turíně.
Na programu bylo celkově 23 disciplín (14 mužských a 9 ženských).

## Medailisté

### Muži
| Soutěž        | Zlato                                                                                | Stříbro                                                                              | Bronz                                                                           |
| ------------- | ------------------------------------------------------------------------------------ | ------------------------------------------------------------------------------------ | ------------------------------------------------------------------------------- |
| 50 m          | Pasquale Giannattasio 5,7                                                            | Alexandr Lebeděv 5,8                                                                 | Viktor Kasatkin 5,9                                                             |
| 400 m         | Manfred Kinder 48,4                                                                  | Hartmut Koch 48,6                                                                    | Nikolaj Škarnikov 50,4                                                          |
| 800 m         | Noel Carroll 1:49,6                                                                  | Tomáš Jungwirth 1:49,8                                                               | Jan Kasal 1:50,0                                                                |
| 1500 m        | John Whetton 3:48,7                                                                  | Josef Odložil 3:49,6                                                                 | Stanislav Hoffman 3:50,5                                                        |
| 3000 m        | Werner Girke 7:58,6                                                                  | Rašid Šarafetdinov 7:59,0                                                            | Lajos Mecser 8:00,6                                                             |
| 50 m př.      | Eddy Ottoz 6,4                                                                       | Valentin Čisťjakov 6,6                                                               | Anatolij Michailov 6,7                                                          |
| 4 × 300 m     | Sovětský svaz 2:18,0 Nikolaj Ivanov Vasilij Anisimov Alexandr Bratčikov Boris Savčuk | Polsko 2:20,2 Edward Romanowski Jan Balachowski Edmund Borowski Tadeusz Jaworski     | Československo 2:20,5 Jaromír Haisl Josef Hegyes František Ortman Josef Trousil |
| 1+2+3+4 kola  | NSR 3:06,6 Gert Metz Horst Hasslinger Rolf Krüsmann Manfred Hanika                   | Sovětský svaz 3:06,9 Boris Savčuk Vasilij Anisimov Alexandr Bratčikov Valerij Frolov | Československo 3:08,8 Jiří Kynos Ladislav Kříž Pavel Hruška Pavel Pěnkava       |
| 3 × 1000 m    | NSR 7:19,6 Klaus Prenner Wolf-Jochen Schulte-Hillen Franz-Josef Kemper               | Československo 7:20,0 Pavel Hruška Pavel Pěnkava Petr Bláha                          | Sovětský svaz 7:20,6 Ramir Mitrofanov Stanislav Simbircev Michail Zelobowski    |
| Skok do výšky | Anatolij Moroz 2,14 m                                                                | Henry Elliott 2,14 m                                                                 | Rudolf Baudis 2,11 m                                                            |
| Skok o tyči   | Igor Feld 5,00 m                                                                     | Gennadij Blizněcov 4,90 m                                                            | Wolfgang Nordwig 4,90 m                                                         |
| Skok daleký   | Lynn Davies 7,85 m                                                                   | Leonid Barkovskij 7,85 m                                                             | Andrzej Stalmach 7,74 m                                                         |
| Trojskok      | Peter Nemšovský 16,57 m                                                              | Henrik Kalocsai 16,45 m                                                              | Alexandr Zolotarjov 16,40 m                                                     |
| Vrh koulí     | Nikolaj Karasjov 19,26 m                                                             | Eduard Guščin 18,96 m                                                                | Władysław Komar 18,85 m                                                         |

### Ženy
| Soutěž        | Zlato                                                                                            | Stříbro                                                                                      | Bronz                                                                           |
| ------------- | ------------------------------------------------------------------------------------------------ | -------------------------------------------------------------------------------------------- | ------------------------------------------------------------------------------- |
| 50 m          | Margit Nemesháziová 6,3                                                                          | Karin Wallgrenová 6,4                                                                        | Galina Bucharinová 6,5                                                          |
| 400 m         | Karin Wallgrenová 55,7                                                                           | Lia Louerová 56,7                                                                            | Ljiljana Petnjaričová 57,3                                                      |
| 800 m         | Karin Kesslerová 2:08,2                                                                          | Maryvonne Dupureurová 2:09,6                                                                 | Valentina Lukjanovová 2:10,5                                                    |
| 50 m př.      | Karin Balzerová 6,9                                                                              | Vlasta Seifertová 7,0                                                                        | Inge Schellová 7,1                                                              |
| 4 × 150 m     | Sovětský svaz 1:12,4 Valentina Bolšovová Galina Bucharinová Taťjana Talyševová Věra Popkovová    | Československo 1:14,0 Eva Putnová Vlasta Seifertová Eva Kucmanová Eva Lehocká                | NDR 1:14,1 Regina Höferová Petra Zöllnerová Renate Stecherová Brigitte Geyerová |
| 1+2+3+4 kola  | Sovětský svaz 3:35,6 Valentina Bolšovová Věra Popkovová Taťána Arnautovová Naděžda Sieropeginová | SFR Jugoslávie 3:37,5 Marjana Lubejová Ika Maričičová Ljiljana Petnjaričová Gizela Farkašová | nikdo                                                                           |
| Skok do výšky | Taisija Čenčiková 1,76 m                                                                         | Linda Knowlesová 1,73 m                                                                      | Jaroslava Králová 1,70 m                                                        |
| Skok daleký   | Berit Berthelsenová 6,51 m                                                                       | Heide Rosendahlová 6,41 m                                                                    | Viorica Viscopoleanuová 6,40 m                                                  |
| Vrh koulí     | Naděžda Čižovová 17,44 m                                                                         | Ivanka Christovová 16,55 m                                                                   | Maria Chorbovová 16,23 m                                                        |

## Medailové pořadí
| Umístění | Stát                             | Zlato | Stříbro | Bronz | Celkem |
| -------- | -------------------------------- | ----- | ------- | ----- | ------ |
| 1.       | Sovětský svaz                    | 8     | 7       | 7     | 22     |
| 2.       | NSR                              | 5     | 1       | 1     | 7      |
| 3.       | Velká Británie                   | 2     | 1       | 0     | 3      |
| 4.       | Itálie                           | 2     | 0       | 0     | 2      |
| 5.       | Československo                   | 1     | 5       | 6     | 12     |
| 6.       | NDR                              | 1     | 1       | 2     | 4      |
| 7.       | Maďarská lidová republika        | 1     | 1       | 1     | 3      |
| 8.       | Švédsko                          | 1     | 1       | 0     | 2      |
| 9.       | Irsko                            | 1     | 0       | 0     | 1      |
| 9.       | Norsko                           | 1     | 0       | 0     | 1      |
| 11.      | Francie                          | 0     | 2       | 0     | 2      |
| 12.      | Polsko                           | 0     | 1       | 2     | 3      |
| 13.      | Bulharská lidová republika       | 0     | 1       | 1     | 2      |
| 13.      | SFR Jugoslávie                   | 0     | 1       | 1     | 2      |
| 15.      | Nizozemsko                       | 0     | 1       | 0     | 1      |
| 16.      | Rumunská socialistická republika | 0     | 0       | 1     | 1      |